# Университет Шихэцзы
Университет Шихэцзы (кит. 石河子大学) университет в Шихэцзы, СУАР, КНР. Был основан при совместных усилиях Министерства образования КНР и Синьцзянского производственно-строительного корпуса (СПСК).
Создание университета — ответ на государственную программу освоение Западных районов КНР и создания новой сети высших учебных заведений. Университет вошел в государственную программу развития системы высшего образования «Проект 211» и стал называться «ключевым университетом».

## Учебный процесс
Университету отведена роль «для поддержки СПСК, обслуживания развития СУАР, всестороннего развития государства и выходов на Центральную Азию». Кроме того, в задачи университета входит «развитие экономики и общества автономного района» и «подготовка и воспитание кадров». Для системы управления СПСК подготовлено более 200 тыс. специалистов. Университет стал центром для дальнейшего освоения Запада.
Ведется подготовка специалистов различного уровня в области экономики, права, образования, культуры, истории, сельскому хозяйству, медицине, управлению и т. д.
Численность профессорско-преподавательского состава университета — 2611 человек. Работают на условиях полной занятости — 1560 человек (включая 2-х действительных членов Китайской политехнической академии, 166 профессоров, 489 доцентов, 58 экспертов и исследователей, получивших награды из различных источников финансирования государственного и провинциального уровня, а также 80 экспертов и ученых, получающих государственные субсидии).
В университете учатся студенты изо всех провинций и регионов КНР. В настоящее время количество студентов всех форм обучения — 30.261 человек. На бакалавриате обучается 22 635 человек, по программам магистров и в аспирантуре — 2120 человек. В университете обучаются и иностранные студенты — из России, Республики Корея, Пакистана, Казахстана, Кыргызстана, всего — 161 человек из 8 государств.
Уровень окончивших бакалавриат остается стабильно высоким — более 90 %, по этом показателю университет находится на ведущих позициях в СУАР.

## История университета
История создания университета относится к периоду октября 1949 года, к созданию бывшего медицинского института Шихэцзы, после того, как НОАК вошла в Синьцзян. С этого периода времени строительство системы высшего образования в Шихэцзы. Однако, современная история создания университета относится к 1996 году. Согласно изданному Госсоветом приказу № 11 от 2004 года и № 32 от 2007 года, университету была оказана всемерная государственная поддержка.

## Структура университета
Всего в структуре университета 20 институтов и факультетов.
Университет является опытной площадкой как государственный вуз в инновационной сфере. Созданы образовательные группы государственного уровня (2), группы государственного уровня по созданию элитных продуктов (3), особые специальности государственного уровня (4), центр экспериментального образования государственного уровня (1), экспериментальная специальность для билингвистического образования государственного уровня (1), а также экспериментальная база подготовки специалистов — в совместном ведении государственных властей и властей автономного района (1), экспериментальная лаборатория при Министерстве сельского хозяйства (1), центр инжиниринга при Министерстве сельского хозяйства (1), опытные лаборатории Министерства образования КНР (2), лаборатории инжиниринга Министерства образования КНР (2), экспериментальные лаборатории СПСК (3), центры гуманитарных фундаментальных исследований (2).
Университет оснащен передовым оборудованием, представленным на факультетах и в институтах. На территории университета расположена библиотека, спортивный зал, многофункциональный стадион, а также современные учебные корпуса. Университетская библиотека насчитывает более 2,5 млн китайских и зарубежных монографий и периодических изданий, реализуются современные проекты создания электронных вузовских библиотек в СУАР (в рамках «Проекта 863»), а также подборка книг, предоставленная университету Продовольственной и сельскохозяйственной организацией ООН.
Университет выпускает несколько периодических изданий — «Вестник университета Шихэцзы» (два специализированных выпуска — серия «Естественные науки», и «Общественные науки»), «Экономика Синьцзяна — мелиорация сельскохозяйственных земель», «Медицина в сельском хозяйстве», «Вестник института образования СПСК».